# Karabo Sibanda
Karabo Sibanda (2 juli 1998) is een Botswaans sprinter. Hij nam eenmaal deel aan de Olympische Spelen.

## Biografie
In 2014 behaalde Sibanda de zilveren medaille op de 400 meter op de Olympische Jeugdzomerspelen, achter Martin Manley. Sibanda behaalde twee medailles op de Afrikaanse kampioenschappen atletiek van 2016. Op de 400 meter behaalde Sibanda de zilveren medaille. Samen met Baboloki Thebe, Onkabetse Nkobolo en Leaname Maotoanong behaalde Sibanda ook de overwinning op de 4x400 meter.
Op de Olympische Spelen in Rio de Janeiro nam hij deel aan zowel de 400 m als de 4x400 meter. Op de 400 meter kon Sibanda zich kwalificeren voor de finale. In deze finale liep hij met 44,25 seconden een persoonlijk record, waarmee hij op de 5e plaats eindigde. In de finale van de 4x400 meter liepen Sibanda, Isaac Makwala, Onkabetse Nkobolo en Leaname Maotoanong in een Botswaans record (2.59,06) naar de vijfde plaats.

## Persoonlijke records
Outdoor
| Onderdeel | Prestatie | Wind | Plaats                                 | Datum      |
| --------- | --------- | ---- | -------------------------------------- | ---------- |
| 200m      | 21.28s    | +1.0 | Potchefstroom (RSA)                    | 15.03.2016 |
| 200m      | 21.28s    | -2.5 | Francistown (BOT)                      | 11.03.2017 |
| 400m      | 44.25s    |      | Estádio Olímpico, Rio de Janeiro (BRA) | 14.08.2016 |
| 4x100m    | 41.06     |      | Gaborone (BOT)                         | 23.01.2021 |
| 4x400m    | 2:59.06   |      | Estádio Olímpico, Rio de Janeiro (BRA) | 20.08.2016 |

bijgewerkt september-2021

## Palmares

### 400 m
- 2014:  Olympische Jeugdzomerspelen - 46,76 s
- 2015: 5e WK U18 - 46,03 s
- 2016:  WK U20 - 45,45 s
- 2016:  Afrikaanse kamp. - 45,42 s
- 2016: 5e OS - 44,25 s

### 4 x 400 m
- 2016:  Afrikaanse kamp. - 3.02,20
- 2016: 5e OS - 2.59,06 (NR)
- 2017:  IAAF World Relays - 3.02,28

1. ↑  Diamondleague––profiel. Gearchiveerd op 3 januari 2022.